# 嗦啰𪡏
嗦啰𪡏，又称唆啰嗹、採莲，是福建省晋江市安海镇流传已久的端午节风俗，举办时间一般在每年的端午节期间。中華人民共和國建政後曾停止，1980年代恢复，2008年6月被國家列入非物质文化遗产项目。

## 历史
“嗦啰𪡏”原为梵语，其義為“消灾纳福”，是一種佛教儀式，最早曾在泉州府各縣流传，泉州三邑等等地区都有。因泉州地处亚热带地区，每到梅雨季节，淫雨霏霏容易导致蚊虫滋生，引起各种瘟疫、疾病。相传农历五月初五为龙王诞辰，也是瘟神行瘟之日，所以古代泉州的人民就在五月初五这一天，抬着木刻的龙头到各境各家去驱赶瘟神，消除淫雨带来的邪气，消灾祈福。
以安海镇为例：最早安海镇划分为二十四境，而后因破四旧的关系，目前只有六个境抬龙头出巡。而以安海天后宫以及霁云殿，因为其寺庙供奉的是古泉州八都安海镇都主玄天上帝和海神妈祖所以可以在整个安海繞境。
文革期间嗦啰𪡏被中断过一段时间，20世纪80年代由安海镇文化站逐步恢复，并于2008年6月被国家列入非物质文化遗产项目。目前为安海文化民俗活动的一个重要环节之一

## 队伍构成
嗦啰𪡏的队伍一般有几个角色构成，铺兵，家婆，旗手，锣鼓乐队，五彩旗手，龙王护送者。总体人数在15-20不等。
- 铺兵主要是采莲队伍前开路的士兵，主要形象为头戴斗笠，上唇画八字须，身穿开襟服，肩挑扁担，扁担两侧一边挑一锣，另外一边挑猪脚，草鞋，还有夜壶,夜壶的作用是用来当成酒器。夜壶内装有雄黄酒。

- 家婆是采莲队伍的灵魂人物一般是男扮女装，主要形象为头包乌巾，头顶插着红花，身上穿着大红色的衣裤，脚上穿绣花鞋，一手拿着蒲扇，腰间还别着一条红色丝巾。 另外一手挎着一个红漆扁篮，内装用来分发给众人的玉兰花。

- 旗手身上穿的衣服与铺兵相同，但不挑扁担，而是手上拿着幡旗，旗上写着各种平安祝语等。旗手头上辟邪作用的艾叶和榕枝。每到一户人家，旗手都要高举幡旗口呼各种吉祥语，入户拂扫，以驱邪避灾。

- 牌匾手一般手持牌匾，写明队伍的名称，例如“泉郡八都霁云殿采莲队”。

- 锣鼓乐队主要负责播放采莲歌曲最早是由乐队演奏，现在都是用磁带播放代替。

- 五彩旗手主要负责举五彩长旗，用来壮大队伍声势。

- 龙王护送者主要负责推送木刻龙王头出境巡游。

## 嗦啰𪡏活动过程
采莲的旗手喝了铺兵夜壶中的雄黄酒，然后表现出酒醉的模样，面对户主大门，斜举采莲大旗，然后笔直冲入户主屋内，在屋内表现出醉汉动作，用闽南语高唱“龙王采莲采四方，主人世代作富翁！”然后出屋，紧接着家婆入户表演：“龙王采莲采向东，主人钱银用毋空。龙王采莲采向西，主人金银满厝内；龙王采莲采向南，主人财源通龙潭；龙王采莲采向北，主人黄金顶厝角！”并向户主赠送玉兰花，表示龙王为户主留下福气，户主接花回馈红包给家婆，并跟家婆说；“辛苦，劳烦矣！”表演结束。